# Sally El Hosaini
Sally El-Hosaini (Arabisch سالى الحسينى, * in Swansea) ist eine walisisch-ägyptische Filmregisseurin und Drehbuchautorin.

## Leben
Sally El-Hosaini wurde in Swansea in Wales geboren und wuchs in Kairo in Ägypten auf. Sie besuchte das Atlantic College in Wales und studierte anschließend Arabisch und Nahoststudien an der Durham University. Hiernach unterrichtete sie Englische Literatur an einer Mädchenschule in Sana'a im Jemen und arbeitete für Amnesty International.
Nach einem Praktikum bei dem verstorbenen Film- und Theaterregisseur John Sichel begann sie an Dokumentarfilmen über den Nahen Osten zu arbeiten und wechselte dann zum Independentfilm. Sie arbeitete an den Drehbüchern für die BAFTA- und Emmy-prämierte Miniserie House of Saddam. Ihr erster Kurzfilm The Fifth Bowl aus dem Jahr 2008 wurde bei den walisischen BAFTA ausgezeichnet.
Ihren Kurzfilm Henna Night stellte sie 2009 beim London Lesbian and Gay Film Festival vor. Der Film wurde hiernach auch in den Wettbewerben beim International Film Festival Rotterdam und beim Raindance Film Festival gezeigt. Im gleichen Jahr wurde sie von Screen International zu einem der UK „Star of Tomorrow“ ernannt. Ebenfalls im Jahr 2009 nahm El-Hosaini am Sundance Directors and Screenwriters Labs teil, wo sie ihr Spielfilmdebüt My Brother the Devil entwickelte. Der Film, mit Fady Elsayed und Letitia Wright in den Hauptrollen, gewann unter anderem Preise beim Sundance Film Festival, im Rahmen der Berlinale und beim London Film Festival.
Ihr Filmdrama Die Schwimmerinnen, in dem sie die wahre Geschichte der Schwestern Yusra und Sarah Mardini erzählt, die vor dem Krieg in Syrien geflüchtet sind, feierte im September 2022 beim Toronto International Film Festival seine Premiere, wo es als Eröffnungsfilm gezeigt wurde. Hier wurde sie mit dem Emerging Talent Award ausgezeichnet. Im Sommer 2024 wurde sie Mitglied der Academy of Motion Picture Arts and Sciences.
El-Hosaini lebt heute im London Borough of Hackney.

## Filmografie
- 2008: The Fifth Bowl (Kurzfilm, Regie und Drehbuch)
- 2009: Henna Night (Kurzfilm, Regie und Drehbuch)
- 2012: My Brother the Devil (Regie und Drehbuch)
- 2014: Babylon (Fernsehserie, Drehbuch)
- 2022: Die Schwimmerinnen (The Swimmers, Regie und Drehbuch)
- 2023: Unicorns

## Auszeichnungen
BAFTA Awards Wales
- 2008: Auszeichnung als Best Regional Film – Wales (The Fifth Bowl)

British Independent Film Award
- 2012: Nominierung für den Douglas Hickox Award (My Brother the Devil)

Internationale Filmfestspiele Berlin
- 2012: Auszeichnung mit dem Label Europa Cinemas (My Brother the Devil)

London Critics’ Circle Film Award
- 2013: Nominierung für die Beste britische Nachwuchsregie (My Brother the Devil)